# Siegmund Deutsch
Siegmund Richard Deutsch (* 9. März 1864 in Neu-Raussnitz, Mähren; † 26. Oktober 1942 in Theresienstadt) war ein deutscher Bauingenieur und Hochschullehrer.

## Leben und Werk
Über Siegmund Deutschs Ausbildungsgang und die Anfänge seiner Karriere ist nichts bekannt. 1898 lebte er in Hüningen, von dort zog er wohl kurz darauf nach Elberfeld. Mit seiner Ehefrau Clara Johanna, geb. Fleischer, bekam er drei Kinder: Felicitas (* 9. November 1898 in Hüningen), Ilse Franziska (* 23. Februar 1900 in Elberfeld; † nach dem 28. Juli 1942 in Theresienstadt) und Curt Anton Martin Deutsch (* 21. Oktober 1905 in Münster).

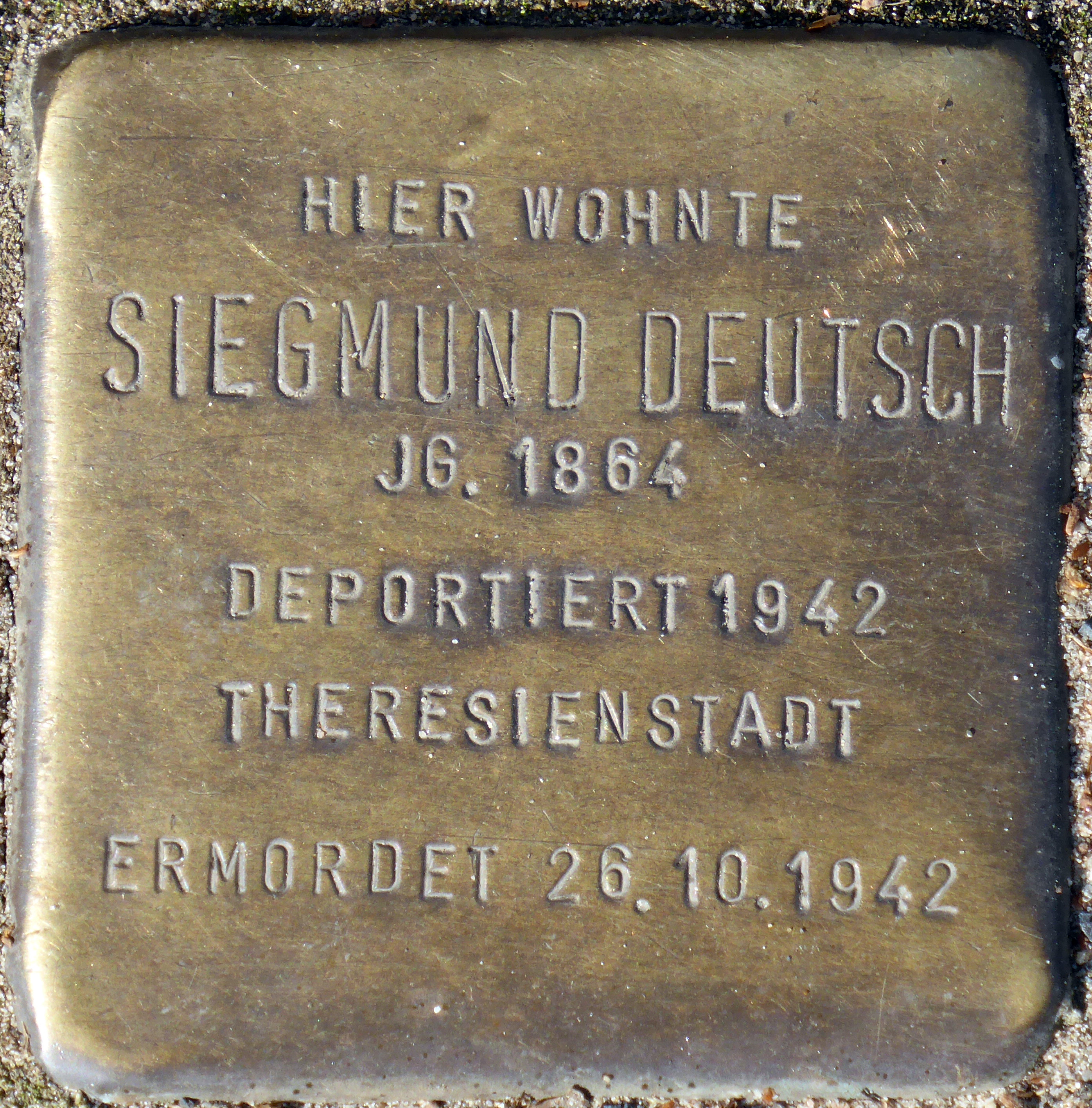
Stolperstein vor dem Haus Walther-Rathenau-Straße 13, Köln-Rodenkirchen

In Elberfeld war er etwa ein Jahr lang als Lehrer an der staatlichen Baugewerkschule tätig. Die Familie wohnte damals an der Brüningstraße in Elberfeld. Im Jahr 1900 erfolgte der Umzug nach Münster in das Haus Fürstenstraße 14. Später lebte Siegmund Deutsch mit seiner Familie in den Häusern Augustastraße 26a und Hammer Straße 12. In Münster lehrte Deutsch ebenfalls an der Baugewerkschule, mittlerweile als Oberlehrer. Außerdem verfasste er in dieser Lebensphase sein zweibändiges Werk Der Wasserbau, das 1906 in Leipzig erschien und zu einem der Standardwerke über den Wasserbau wurde. 1913 folgte Baumaschinen für die Praxis des Tief- und Hochbaues.
Deutsch wurde 1907 als Dozent an die Baugewerkschule Köln versetzt. Dort wohnte er zunächst im Haus Salierring 61, von 1915 bis etwa 1932 dann im Haus Rolandstraße 70. Ab 1914 wurde Siegmund Deutsch in den Kölner Adressbüchern mit dem Titel eines Professors aufgeführt, daneben finden sich Amtsbezeichnungen wie Studienrat (ab 1922) und Oberstudienrat (ab 1927). 1929 wurde er pensioniert; er lehrte aber weiterhin noch an der Kölner Baugewerkschule. Schwerpunkte seiner Lehrveranstaltungen waren Bauphysik und Baumaterialienkunde. Ungefähr 1932 zog Siegmund Deutsch, der bis zu dieser Zeit zur Miete gewohnt hatte, in das Eigenheim Walther-Rathenau-Straße 13 in Köln-Rodenkirchen. Dieses Haus bewohnte er bis 1938 mit seiner Frau und den Töchtern, wobei Felicitas, die als Mittelschullehrerin arbeitete, erst 1935 zu ihren Eltern und der Schwester gezogen war. 1935 wurde Deutsch, der zum evangelischen Bekenntnis konvertiert war, aus rassenpolitischen Gründen aus dem AIV ausgeschlossen, dem er seit 1910 angehört hatte.
Das Haus an der Walther-Rathenau-Straße dürfte der letzte selbstbestimmt gewählte Wohnsitz Deutschs gewesen sein. Für seine Frau und die Tochter Ilse Franziska ist die Maternusstraße in Rodenkirchen als nächste Adresse überliefert. Vermutlich wohnten sie dort im Haus Nr. 6. Für Siegmund Deutsch selbst ist nur Rodenkirchen als letzter Wohnort belegt. Er wurde zusammen mit seiner Frau und der Tochter Ilse Franziska am 27. Juli 1942 nach Theresienstadt deportiert. Deutsch und seine Frau kamen dort ums Leben; laut Todesfallanzeige soll Siegmund Deutsch an „Gehirnverkalkung“ gelitten haben und an „Herzmuskelentartung“ gestorben sein. Tochter Ilse Franziska wurde am 15. Mai 1944 in das Vernichtungslager Auschwitz verbracht, dort verliert sich ihre Spur. Über das Schicksal der beiden anderen Kinder Siegmund Deutschs liegen keine Informationen vor.
Vor dem Haus Walther-Rathenau-Straße 13 in Köln-Rodenkirchen wurden Stolpersteine für Siegmund, Johanna und Ilse Franziska Deutsch verlegt.